# 조석준
조석준(趙錫俊, 1954년 12월 18일~)은 대한민국의 기업가 겸 관료이자 예비역 대한민국 공군 대위이고 前 기자이며 前 기상행정공직자다.

## 생애
충청남도 공주 출생이고 본관은 한양(漢陽)이며 아호(雅號)는 해천(海天)이다.

### 학력
- 충청남도 공주중학교 졸업
- 대전고등학교 졸업
- 서울대학교 대기과학과 학사

### 경력
- 1977.03 ~ 1981.07 : 공군 장교(공군 제73기상전대에서 기상 장교로 복무하였고 공군 대위 예편)
- 1981.09 ~ 1987.08 : KBS 기상전문기자
- 1985.01 ~ 1987.09 : 한국 코카콜라 홍보마케팅과장
- 1987.09 ~ 2001.08 : KBS 기상캐스터
- 1999.10 ~ 2001.05 : 웨더뉴스채널 부사장
- 2008.03 : 서울과학종합대학원 대학교 겸임교수
- 서울과학종합대학원 대학교 기후경영센터장
- 한국산업인력공단 직업방송 자문위원
- 국가황사대책위원회 위원
- 2010.05 : 한국기상협회 회장
- 2011.01 : 서울과학종합대학교 대학원 지속경영교육원장
- 2011.01 ~ 2013.03 : 기상청장
- 2011.05 ~ 2013.03 : 세계기상기구 집행이사

## 저서
- 재미있는 날씨이야기(1992년)
- 기상경제 기온1도의 변화를 읽는다(1995년)
- 일상생활의 기상학(2000년)

## 수상
- 1997년 : 공보처장관 표창
- 1998년 : 과학기술처장관 표창
- 1999년 : 국무총리 표창

## 논란
기상청장에 취임한 직후, 과거 음주운전 뺑소니 사망 사고를 낸 전력이 알려져 자질에 대한 논란이 일었다. 이에 조석준 청장은 당시 만취 상태였고 야간이라 주변 상황을 전혀 인식하지 못하여 바로 귀가했으며, 나중에 피해자가 사망했다는 사실을 알았고 피해자 가족들과 합의해 당시 월급인 30만원의 17배인 벌금형 500만원을 선고받았다고 해명했다.
기상청장으로 재직중이던 2012년 경찰은 케이웨더 측에서 금품을 받고 라이다 입찰 과정에 압력을 행사했다며 조석준 당시 기상청장을 직권남용과 뇌물수수 등의 혐의로 불구속 입건한 바 있다. 사건을 넘겨받은 검찰은 2012년 11월 "내년에 케이웨더 제품의 검수 결과를 보고 혐의가 인정되는지 가려본 뒤 기소 여부를 판단할 것"이라며 기소중지를 결정한 상태다.

## 같이 보기
- 김동완
- 정순갑 - 제11대 기상청장 지냈던 서울대학교 기상학과 동문